# Buchecha
Buchecha (né le 1er avril 1975 à São Gonçalo, État de Rio de Janeiro) est un compositeur et chanteur brésilien.

## Biographie
Buchecha commence sa carrière de chanteur à l'âge de 17 ans. En 1992, le chanteur brésilien Claudinho le persuade de participer au premier festival de rap du Mauá Club. Représentant la communauté Salgueiro, avec le morceau Rap da Bandeira Branca, Claudinho e Buchecha remportent l'événement. En 1995, sur l'insistance de Claudinho, ils participent à un autre festival, cette fois avec le morceau Rap do Salgueiro, et remportent à nouveau la première place. À partir de ce moment, les noms de Claudinho et Buchecha sont connus dans tout le pays. Le style chanté par le duo est connu sous le nom de funk melody.
En 2004, Adriana Calcanhoto sort un album destiné aux enfants, Adriana Partimpim, qui comprend le morceau Fico Assim Sem Você, chanté de sa voix. En 2007, Ivete Sangalo invite Buchecha à partager la scène et la voix avec elle sur les morceaux Nosso Sonho et Conquista, lors de l'enregistrement de son album Ao Vivo No Maracanã. Toujours en 2007, le groupe de pop punk Dibob réenregistre le morceau Nosso Sonho sur l'album A Ópera do Cafajeste et, en 2010, réenregistre également les morceaux Compromisso / Conquista sur l'album Resgate, composé uniquement de réenregistrements de chansons des années 1980 et 1990 qui marquent la vie du groupe. Buchecha revient sur le devant de la scène en 2006, rappelant les plus grands succès du duo avec l'album Buchecha Acústico. L'album comprend des amis spéciaux tels que Latino, MC Sabrina, MC Marcinho et Lulu Santos. Avec trois millions et demi d'albums vendus, Buchecha continue de donner des concerts dans tout le pays. Le 28 mars 2010, à l'aube, le père du chanteur, Claudino de Souza Filho, est abattu à São Gonçalo. 
Le journal Extra, par l'intermédiaire de son portail d'informations, met en avant et, par conséquent, donne une plus grande visibilité à la production audiovisuelle du chanteur.
Son morceau Avenida Brasil est le morceau-thème du feuilleton homonyme diffusé sur Rede Globo.

## Discographie

### Albums solo
- 2003 : MC Buchecha
- 2006 : Buchecha Acústico
- 2009 : Singles
- 2010 : Buchecha Romântico com Elas
- 2012 : 15 Anos de Sucesso - Ao Vivo
- 2014 : Adesivo
- 2015 :  Funk Pop

### Albums collaboratifs
- 1996 : Claudinho e Buchecha
- 1997 : A Forma
- 1998 : Só Love
- 1999 : Claudinho e Buchecha - Ao Vivo
- 2000 : Destino
- 2002 : Vamos Dançar

### Singles
- 2003 : Castigo
- 2004 : Bob Esponja
- 2006 : Implacável
- 2006 : Luminosa
- 2008 : Empinadinha
- 2008 : Novinha do Orkut
- 2008 : Obsoleto
- 2009 : Romântico
- 2010 : Muito Prazer
- 2011 : Fogo de Palha
- 2011 : Adorável ser da noite
- 2011 : Bisar
- 2011 : Buchecha Só Love
- 2011 : Dor que não tem fim
- 2012 : Hot Dog
- 2012 : Cristal (part. Belo)
- Baile em Miami (feat. Flo Rida)
- Gamou (part. Mr. Catra)
- Se eu pedir
- Vai Pirar (part. Daya Luz)